# Ervenice
Ervenice (en serbe cyrillique : Ервенице) est un village de Serbie situé dans la municipalité de Tutin, district de Raška. Au recensement de 2011, il comptait 53 habitants.

## Démographie
| 1948 | 1953 | 1961 | 1971 | 1981 | 1991 | 2002 | 2011 |
| ---- | ---- | ---- | ---- | ---- | ---- | ---- | ---- |
| 121  | 155  | 172  | 88   | 86   | 75   | 57   | 53   |

|  |